# Robert Bosch GmbH
Robert Bosch GmbH, poznatija pod skraćenicom Bosch, njemačka je međunarodna korporacija i jedna od vodećih u svijetu u proizvodnji kućanskih uređaja, elektronike i bijele tehnike. Najveći je europski proizvođač autodijelova. Također, bavi se i razvojem sigurnosnih sustava u termotehnologiji i inženjerstvom. Po obliku je društvo s ograničenom odgovornošću (GmbH) i nalazi se u većinskom vlasništvu Zaklade Robert Bosch GmbH (92%).
Zajedno s brojnim drugim njemačkim međunarodnim korporacijama i velikim poduzećima, jedan je od osnivača Europske škole za mendažment i tehnologiju u Berlinu.
Sjedište poduzeća nalazi se u Gerlingenu kraj Stuttgarta.

## Razvijeni patenti
- Jetronic, tehnologija ubrizgavanja goriva za benzinske motore.
- Motronic, tehnologija digitalne kontrole benzinskih motora
- ABS, sigurnosni sustav koji sprječava blokiranje kotača[4]

## Vanjske poveznice
- Službene stranice - www.bosch.com (engl.)